# Saint-Antoine-de-Breuilh
 Saint-Antoine-de-Breuilh  (en occitano Sent Antòni del Bruèlh) es una población y comuna francesa, situada en la región de Aquitania, departamento de Dordoña, en el distrito de Bergerac y cantón de Vélines.

## Demografía
| 1287 | 1415 | 1534 | 1523 | 1756 | 1844 |
| Para los censos de 1962 a 1999 la población legal corresponde a la población sin duplicidades (Fuente: INSEE [Consultar]) |      |      |      |      |      |